# OUT OF ORDER (戯曲)
『OUT OF ORDER』は、イギリスの劇作家レイ・クーニーによって書かれた喜劇である。1990年に初演され、ウエストエンドのシャフツベリー劇場では、ドナルド・シンデンとマイケル・ウィリアムズが主演してロングランを記録した。1984年の『Two into One』の続編である。
レイ・クーニーの他の多くの劇の登場人物と同じように、この作品の登場人物の一人である英国の副大臣は不都合な状況からのがれるためにうそをつき、副大臣の私設秘書が事情を知らずに副大臣のうそに巻き込まれて振り回される。この劇の舞台はロンドンの高級ホテルのスイートで、サッシ窓のトラブルで話が進行する。
1996年、この劇はクリスチャン・クラヴィエとジェラール・ラルティゴー主演で『Panique au Plazza』としてフランスで上演された。1997年にこの劇を原作とするハンガリー映画『A Miniszter Félrelep』が製作され、成功を収めた。2019年のイタリアのコメディ映画『Natale a cinque stelle』は、この劇のプロットに基づいている。
ブリティッシュ・シアター・プレイハウスによって、2012年4月にシンガポールとクアラルンプールで上演された 。その他の最近の上演例としては、ロシアのモスクワにあるモスクワ芸術劇場で「№ 13D」という名前で上演されており、ロシアの他の場所 と北京では「Two in the Room, Not Counting...」という名前で上演されている、インドのデリーではヒンディー語の「Sweet Suite」が上演されている。
2023年、ザ・ミル・アット・ソニング劇場ではマイケル・バーフットによる翻案『It's Her Turn Now』が初演され、副大臣が女性議員に変更された。